# Померий
Померий (лат. Pomerium) — античная граница, обозначавшая священные пределы города Рима, его сакральная граница.
В черте города действовали особые правила, такие как запрет на захоронения (Законы Двенадцати таблиц). Померий оставался неизменным до диктатуры Суллы, при императоре Клавдии был расширен (об этом свидетельствуют Тацит и Lex de imperio Vespasiani). Авл Геллий сообщает также о расширении границ города при императорах Августе, Нероне и Траяне.
Померий не являлся стеной, но законной и прежде всего религиозной границей, линию города отмечали лишь белые камни. Полководцу в вооружении и со своими солдатами разрешалось входить на территорию внутри померия только в случае триумфа, чтобы принести жертвы богам.
Построенная в 275 году Аврелианова стена включила в себя территории, ранее располагавшиеся за померием, а с христианизацией империи померий окончательно потерял своё значение.